# يوسف المشاري
يوسف ثنيان عبد المحسن المشاري ، (1940 - 1991)  رئيس نادي القادسية الكويتي منذ عام 1985 وحتى عام 1987 ، ويعد أحد أبرز قادة المقاومة الكويتية إبان الغزو العراقي للكويت عام 1990.

## سيرته الوظيفية
عمل يوسف المشاري في وزارة الداخلية وتدرج بالمناصب حتى وصل إلى رتبة عميد، وكان في ايامه ثلاثة عمداء اثنين وكلاء مساعدين، وكان منصبه مدير عام الإدارة العامة لأمن المنشآت والقوات الخاصة، فكان خير مثال للصدق والامانة وبعد ان أصبح من الرجال الذين يعتمد عليهم في المسؤوليات الجسيمة اسندت اليه الكثير من المهام والمسؤوليات الوطنية..

## حياته الرياضية
كان أحد رجال الرياضة في دولة الكويت وأحد أبناء نادي القادسية الكويتي حتى وصل الي منصب رئيس مجلس إدارة النادي وفي عهده نال النادي عدة بطولات محلية ودولية ، ومن الرجال الذين عمل معهم اللواء متقاعد عبد العزيز المخلد والدكتور اللواء متقاعد محمود الرزوقي ومحمد الحمد والسيد عبد المحسن الفارس وخالد الحمد، وكان صديقاً للشيخ فهد الاحمد الجابر الصباح وكانت بينهما منافسة شريفة بين القوائم في انتخابات النادي.

## الغزو العراقي للكويت
أثناء فترة الغزو العراقي للكويت عام 1990 ، كان يوسف المشاري يتمتع بإجازته الخاصة في فرنسا وعاد بنفس اليوم ليصل في يوم 8/3 إلى مدينة الخفجي ودخل للكويت مع أحد رجال المقاومة الكويتية مرتديا بدلة السفر، وبدأ عمله في الكويت بعد ان كون خلية عمل ، وسلموه رئاستها والتي قامت بالكثير من المهام والأعمال البطولية سواء في مقاومة المحتل، أو بمساعدة الكويتين الموجودين في البلد وإيصال الأموال وتوفير المواد الغذائية.
ومن ضمن الأعمال والمهام البطولية التي قامت بها مجموعة يوسف المشاري ايصال المعلومات المهمة عن تحركات القوات العراقية داخل المناطق الكويتية أو حتى داخل الأراضي العراقية وكذلك الأوامر والتعليمات الصادرة من القيادة العراقية للضباط والجنود أو للعاملين والمشرفين على الأجهزة الحكومية والمعلومات يتم نقلها من داخل الكويت أو من داخل العراق.
وخلال انشغاله بقيادة خليته تم اسر يوسف المشاري بشهر أكتوبر في منطقة النزهة، حيث كان يدير العمل منه، والمنزل يخص شخصا عربيا، واستقروا به لسفر مالكه، وحضر والد الشخص العربي لتفقد المنزل ليفاجأ بمن فيه ويبلغ قوات الجيش العراقي المحتل ويلقي القبض عليهم، ويتم ترحيلهم إلى قصر نايف في العاصمة وبعدها إلى المشاتل ومن ثم للعراق حيث تم تفريق المجموعة عن بعض وانقطعت الأخبار فيما بينهم ولم تظهر غالبية المجموعة الا من تمكن من الهروب من السجن وهما العميد عبد الله الجيران والعميد عبد السلام السميط.

## استشهاده
في يوم 1990/10/20 تم اعتقاله مع رفيق دربه اللواء عبد الوهاب المزين ومجموعة من أصدقائه من أحد المنازل بمنطقة النزهة حيث تم نقلهم إلى مخفر النزهة للتحقيق لمدة عشرة أيام ثم نقلوا إلى قصر نايف حتى بداية نوفمبر ثم سجن المشاتل حتى 1991/1/2 حيث عذبوا تعذيباً شديداً، وقد إنقطعت أخبارهم من ذلك التاريخ.

## اماكن سميت باسمه
- سميت قاعة الإسكواش في نادي القادسية تخليدا لذكراه.
- دورة الشهيد يوسف ثنيان المشاري الرمضانية لكرة القدم للصالات. [3]